# Градиште (Књажевац)
Градиште је насеље у Србији у општини Књажевац у Зајечарском округу. Према попису из 2022. било је 12 становника (према попису из 1991. било је 37 становника). У близини се налазе остаци тврђаве Градиште, за које поједини научници сматрају да би могла бити Соколница, која се помиње 1413. године у историјским изворима.

## Демографија
У насељу Градиште живи 12 пунолетна становника, а просечна старост становништва износи 66,0 година (64,7 код мушкараца и 66,8 код жена). У насељу има 6 домаћинства, а просечан број чланова по домаћинству је 2,00.
Ово насеље је великим делом насељено Србима (према попису из 2002. године), а у последња три пописа, примећен је пад у броју становника.
|  |

| Демографија | Демографија | Демографија |
| Година      | Становника  | Становника  |
| ----------- | ----------- | ----------- |
| 1948.       | 189         |             |
| 1953.       | 184         |             |
| 1961.       | 162         |             |
| 1971.       | 128         |             |
| 1981.       | 73          |             |
| 1991.       | 37          | 37          |
| 2002.       | 31          | 31          |
| 2011.       | 16          |             |
| 2022.       | 12          |             |

| Етнички састав према попису из 2002.‍ | Етнички састав према попису из 2002.‍ | Етнички састав према попису из 2002.‍ | Етнички састав према попису из 2002.‍ | Етнички састав према попису из 2002.‍ |
| ------------------------------------ | ------------------------------------ | ------------------------------------ | ------------------------------------ | ------------------------------------ |
|                                      |                                      |                                      |                                      |                                      |
| Срби                                 | Срби                                 |                                      | 30                                   | 96,77%                               |
| непознато                            | непознато                            |                                      | 1                                    | 3,22%                                |

| Година пописа     | 1948. | 1953. | 1961. | 1971. | 1981. | 1991. | 2002. |
| ----------------- | ----- | ----- | ----- | ----- | ----- | ----- | ----- |
| Број домаћинстава | 40    | 43    | 41    | 33    | 24    | 18    | 19    |

| Број чланова      | 1 | 2 | 3 | 4 | 5 | 6 | 7 | 8 | 9 | 10 и више | Просек |
| ----------------- | - | - | - | - | - | - | - | - | - | --------- | ------ |
| Број домаћинстава | 9 | 8 | 2 | 0 | 0 | 0 | 0 | 0 | 0 | 0         | 1,63   |

| Пол    | Укупно | Неожењен/Неудата | Ожењен/Удата | Удовац/Удовица | Разведен/Разведена | Непознато |
| ------ | ------ | ---------------- | ------------ | -------------- | ------------------ | --------- |
| Мушки  | 15     | 1                | 10           | 3              | 0                  | 1         |
| Женски | 16     | 2                | 9            | 5              | 0                  | 0         |
| УКУПНО | 31     | 3                | 19           | 8              | 0                  | 1         |

| Пол    | Укупно                    | Пољопривреда, лов и шумарство | Рибарство                            | Вађење руде и камена | Прерађивачка индустрија       |
| ------ | ------------------------- | ----------------------------- | ------------------------------------ | -------------------- | ----------------------------- |
| Мушки  | 5                         | 3                             | 0                                    | 0                    | 2                             |
| Женски | 2                         | 0                             | 0                                    | 0                    | 2                             |
| УКУПНО | 7                         | 3                             | 0                                    | 0                    | 4                             |
| Пол    | Производња и снабдевање   | Грађевинарство                | Трговина                             | Хотели и ресторани   | Саобраћај, складиштење и везе |
| Мушки  | 0                         | 0                             | 0                                    | 0                    | 0                             |
| Женски | 0                         | 0                             | 0                                    | 0                    | 0                             |
| УКУПНО | 0                         | 0                             | 0                                    | 0                    | 0                             |
| Пол    | Финансијско посредовање   | Некретнине                    | Државна управа и одбрана             | Образовање           | Здравствени и социјални рад   |
| Мушки  | 0                         | 0                             | 0                                    | 0                    | 0                             |
| Женски | 0                         | 0                             | 0                                    | 0                    | 0                             |
| УКУПНО | 0                         | 0                             | 0                                    | 0                    | 0                             |
| Пол    | Остале услужне активности | Приватна домаћинства          | Екстериторијалне организације и тела | Непознато            | Непознато                     |
| Мушки  | 0                         | 0                             | 0                                    | 0                    | 0                             |
| Женски | 0                         | 0                             | 0                                    | 0                    | 0                             |
| УКУПНО | 0                         | 0                             | 0                                    | 0                    | 0                             |